# سنجاب نخلی جنگلی
سنجاب نخلی جنگلی (نام علمی: Funambulus tristriatus) نام یک گونه از سرده سنجاب نخلی است.